# بلوچ‌آباد (رامیان)
بلوچ آباد، روستایی است از توابع بخش فندرسک شهرستان رامیان در استان گلستان ایران.

## جمعیت
این روستا در دهستان فندرسک جنوبی قرار دارد و براساس سرشماری مرکز آمار ایران در سال ۱۳۸۵، جمعیت آن ۲۱۳۸ نفر (۴۳۷خانوار) بوده‌است.